# 石羊东站
石羊东站位于中华人民共和国四川省成都市武侯区石羊街道石桥路与石羊东街交叉口地下，是建设中的成都地铁30号线的地铁车站。
按照规划，石羊站是8号线、29号线和30号线的三线换乘站，三线成“H”形布置，29号线连接两线，因此在建设时，30号线车站亦被称作石羊站；但由于29号线尚未建设，8号线和30号线不具备换乘功能，因此30号线车站更名为石羊东站以作区分。